# Diagram QAPF

Ukázka diagramu QAPF

Diagram QAPF slouží ke klasifikaci vyvřelých hornin podle jejich minerálního složení. Je-li znám podíl jednotlivých základních minerálů, lze z diagramu odečíst správný název horniny.

## Popis
Je to dvojice ternárních petrologických diagramů s vrcholy QAP a FAP spojených na linii AP. Zkratka QAPF je vytvořena z prvních písmen anglických názvů minerálů používaných ke klasifikaci a umístěných na vrcholech trojúhelníků: Quarz (křemen), Alkali feldspar (alkalický živec), Plagiocalse (plagioklas) a Foide (foid – zástupce živců).

## Použití
Nutnou podmínkou pro použití diagramu QAPF je možnost identifikace jednotlivých minerálních zrn v hornině. Tu umožňují intruzivní horniny, které jsou dobře vykrystalizované, ale lze ho použít i k určování extruzivních hornin. Ke klasifikaci vulkanoklastik a sopečných skel se používá diagram TAS, který vychází z chemického složení horniny. Diagram QAPF nelze použít ani k určování ultrabazických hornin s obsahem mafitů větším než 90 %, pro které se používají ternární diagramy s jinými minerály na vrcholech trojúhelníků.
Diagram QAPF byl vytvořen Mezinárodní unií geologických věd, přesněji její komisí pro klasifikaci vyvřelých hornin pod vedením Alberta Streckeisena na konferenci v Montréalu v srpnu 1972 a publikován byl roku 1976.